# Serednje
Serednje (Oekraïens: Середнє; Hongaars: Szerednye) is een stedelijke kern in de rajon Oezjhorod in de oblast Transkarpatië in Oekraïne. Het stadje is precies gelegen tussen de steden Oezjhorod en Moekatsjevo.

## Bevolking
In 2001 had Serednje 3.505 inwoners. De meerderheid van de inwoners is Oekraïens, de Hongaren vormden een derde van de bevolking en verder vormen de Roma een belangrijke minderheid.